# Aschaffenburg Hauptbahnhof

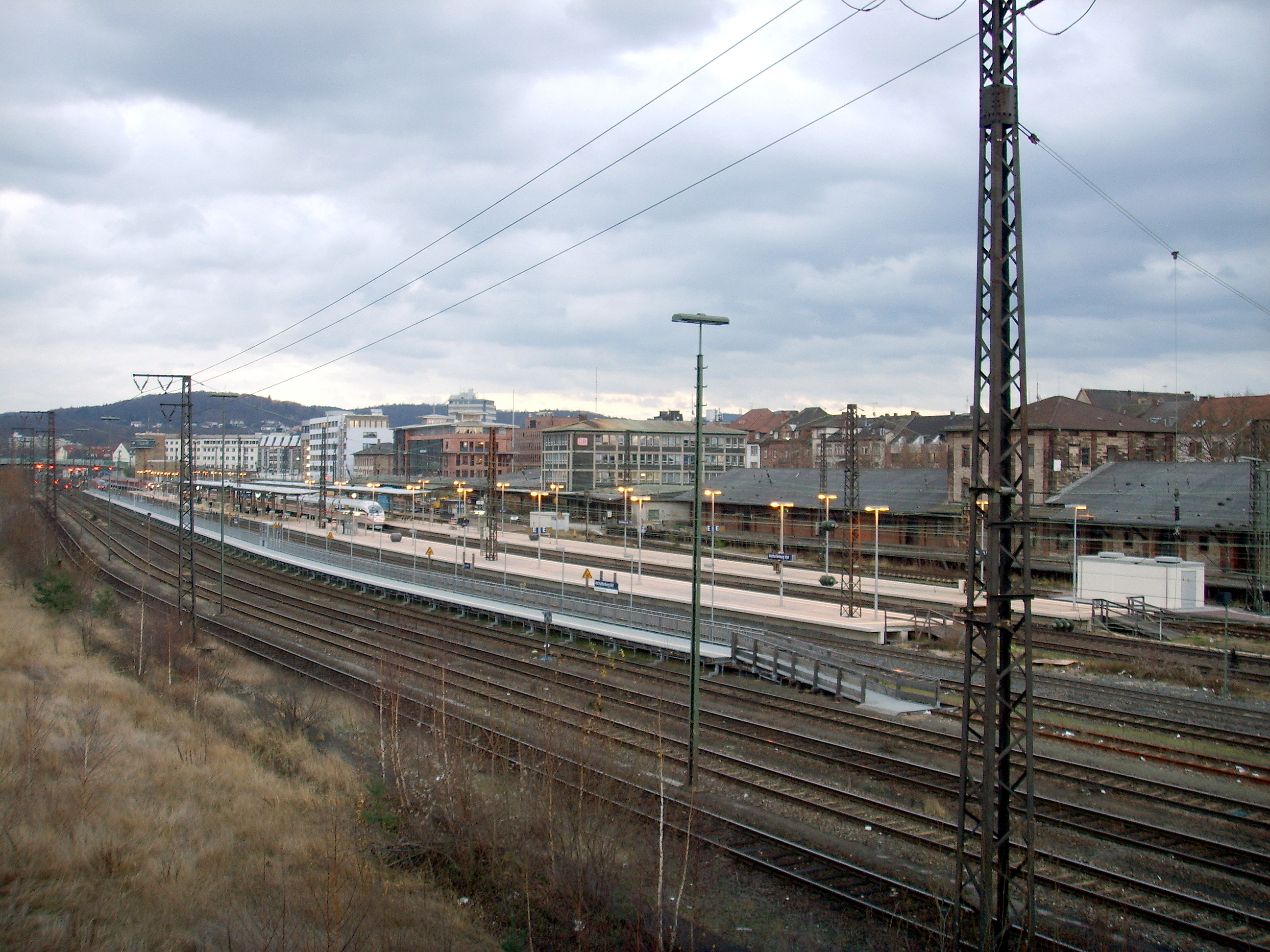
Der Aschaffenburger Hauptbahnhof während der Renovierungsarbeiten 2005.

Der Aschaffenburger Hauptbahnhof liegt an der vielbefahrenen Schienenverkehrsachse Ruhrgebiet – Frankfurt (Main)–Nürnberg–München/Wien. Die Deutsche Bahn ordnet den Aschaffenburger Hauptbahnhof in die Preisklasse 2 ein. Mit 14.000 Reisenden pro Tag ist dieser auf Platz 2 der meistfrequentierten Bahnhöfe Unterfrankens. Er bildet die Grenze zwischen der Innenstadt und dem Stadtteil Damm.

## Geschichte

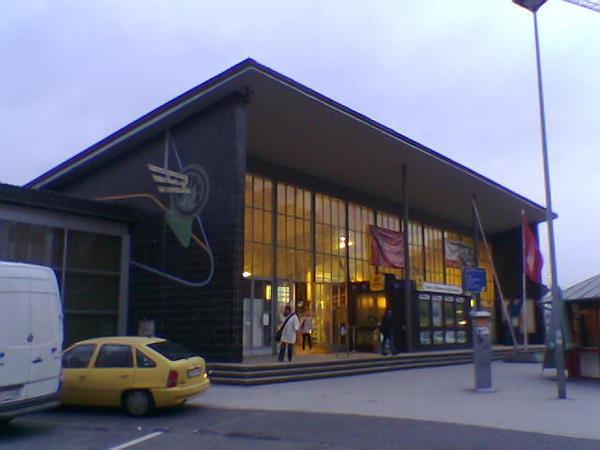
Ehemaliges Bahnhofsgebäude von Hans Kern (Abriss: 2009)

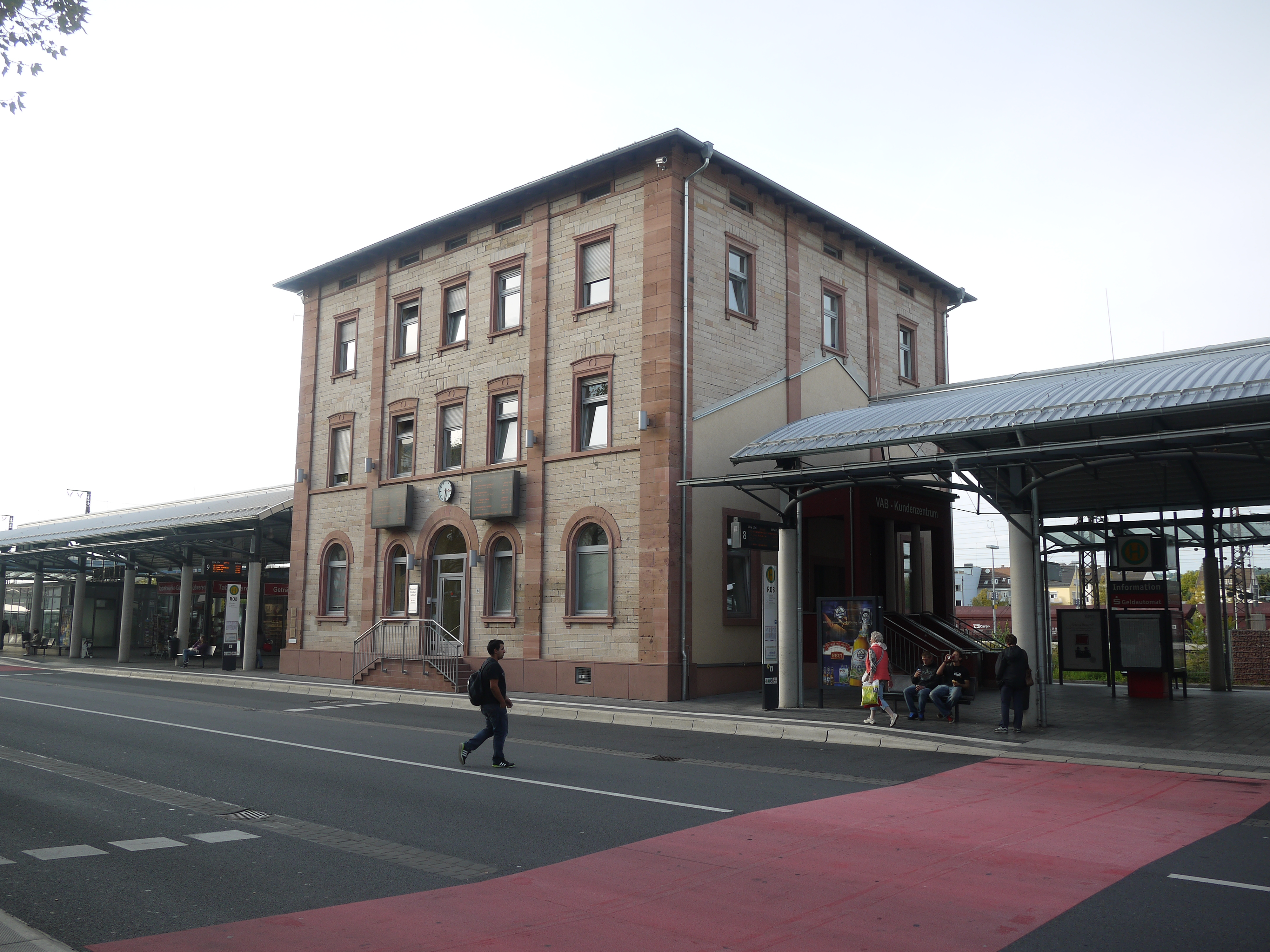
Ehemaliger Güterbahnhof, heute Busbahnhof

Der Hauptbahnhof nach Plänen von Gottfried von Neureuther wurde im Jahre 1854 mit der Inbetriebnahme der bayerischen Ludwigs-West-Bahn damals auf der „grünen Wiese“ eröffnet. Im Zweiten Weltkrieg war der Bahnhof als Knotenpunkt auch Angriffsziel von Luftangriffen der Alliierten, so z. B. in der Nacht vom 1. auf den 2. April 1942. Das Empfangsgebäude aus der Ursprungszeit wurde bei einem Luftangriff auf die Bahnanlagen am 29. Dezember 1944 zerstört. In der ersten Hälfte der 1950er Jahre entstand ein Neubau von Hans Kern in einem sachlichen Stil. Die Eingangshalle hatte eine große Glasfront, ein Pultdach und einen Anbau mit dem Bahnhofsrestaurant.

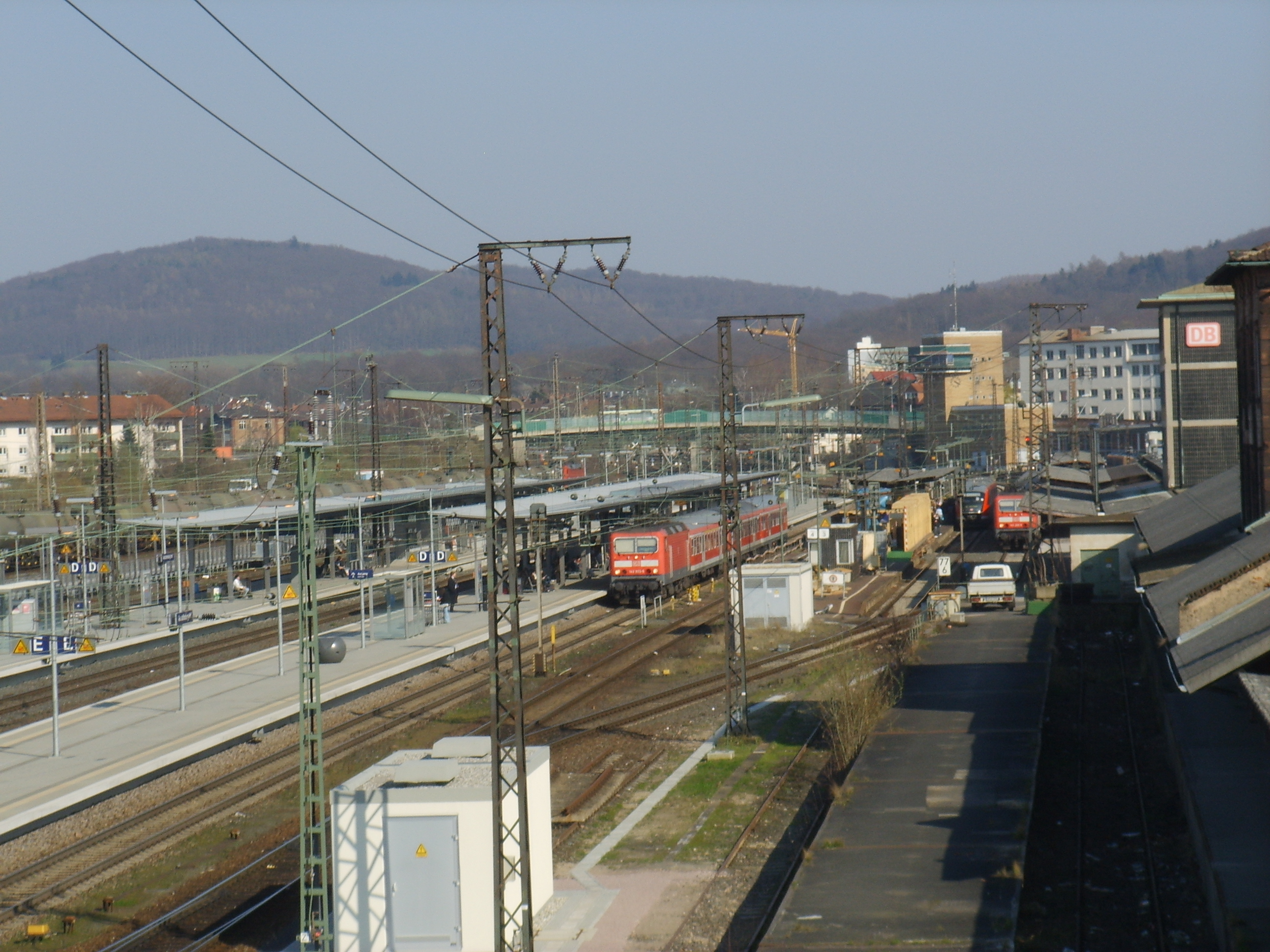
Die Bahnsteiganlagen des Aschaffenburger Hauptbahnhofs (2007)

Der Hauptbahnhof wurde ab 2004 unter Erhöhung der Bahnsteige und dem Einbau von Aufzügen abschnittsweise erneuert. Hierfür wurde das alte Bahnhofsgebäude abgerissen und ein neues, mit großen Geschäftsflächen und einem Parkhaus mit über 400 Stellplätzen errichtet. Das neue Gebäude wurde am 29. Januar 2011 eröffnet. Ende Februar 2012 wurde eine Verlängerung der neuen Bahnsteigunterführung in den Stadtteil Damm eröffnet. Hier wurde im April 2012 ein weiteres Parkhaus eröffnet mit ca. 200 P&R-Parkplätzen auf zwei der insgesamt sechs Parkebenen. Auf der Süd- wie auf der Nordseite wurden von der Stadt Aschaffenburg die Bahnhofsvorfelder umgestaltet. Der westlich des Empfangsgebäudes liegende Güterschuppen wurde bis auf seinen denkmalgeschützten Mittelteil (Nr. D-6-61-000-165) für den Ausbau des regionalen Omnibusbahnhofs abgerissen.
Im Oktober 2010 wurde eine verkleinerte Kopie des vorher an der Außenwand angebrachten Hermes-Mosaiks an der Ostseite des neuen Empfangsgebäudes angebracht. Das alte Kunstwerk wurde als Digitalfotodruck auf vier Aluminiumtafeln aufgebracht. Die Mehrzahl der Originalkacheln wurden ohne Genehmigung durch den Eigner des Bahnhofs kurz vor dem Abriss des Bahnhofsgebäudes gerettet und von dem Grafiker Udo Breitenbach für die Reproduktion wieder zusammengesetzt.

## Infrastruktur
Der Personenbahnhof hat sieben Durchgangsgleise und ein Stumpfgleis im Ostkopf des Bahnhofs. Die sich nördlich anschließenden sechs Gleise (Gleise 101 bis 106) dienen vorrangig dem Güterverkehr. Die Gleisanlagen von Aschaffenburg Hbf wurden bis 1974 durch viele dezentrale mechanische und elektromechanische Stellwerke gesteuert. Seit 1974 werden sie von einem Drucktastenstellwerk gesteuert, das am Ostkopf des Bahnhofs errichtet wurde. Es bedient auch andere Aschaffenburger Bahnhöfe und die Strecken bis Stockstadt, Kleinostheim und Laufach.
Beim Personenbahnhof befand sich ein heute größtenteils abgebrochener Rangierbahnhof.

## Verkehrsangebot

### Zugverkehr
Der Bahnhof wird aus verschiedenen Richtungen bedient. Die ICE-Linie 41 verbindet den Bahnhof im Stundentakt mit München und dem Ruhrgebiet. In Tagesrandlage gibt es noch einige IC- und ICE-Verbindungen Richtung Hamburg, Nürnberg und Wien. Es besteht ein etwa halbstündliches Angebot nach Frankfurt mit einer RE- und einer RB-Linie. Die RB fährt von Rüsselsheim Opelwerk über Aschaffenburg hinaus bis nach Laufach. Nach Miltenberg fährt mindestens stündlich eine RB, die durch eine zweistündliche RE-Linie nach Crailsheim verdichtet wird. Mit einer weiteren RB-Linie, der Rhein-Main-Bahn, wird auch ein meist halbstündlicher Takt Richtung Wiesbaden gefahren. Richtung Würzburg besteht eine stündliche RE-Verbindung, die in der Hauptverkehrszeit (HVZ) bis Gemünden durch eine RB-Linie verdichtet wird, und die stündliche ICE-Linie.
| Zuggattung | Strecke | Takt | Betreiber | Fahrzeugmaterial        |
| --- | --- | --- | --- | ----------------------- |
| ICE 41 | (Dortmund –) Essen – Köln Messe/Deutz – Frankfurt (Main) – Aschaffenburg – Würzburg – Nürnberg – München | 60 min | DB Fernverkehr |                         |
| ICE 91 | Frankfurt – Hanau – Aschaffenburg – Würzburg – Nürnberg – Regensburg – Plattling – Passau – Wels – Linz – St. Pölten – Wien Hauptbahnhof | einzelne Züge | DB Fernverkehr |                         |
| RE 54 | Main-Spessart-Express: Frankfurt (Main) Hbf – Frankfurt (Main) Süd – Frankfurt Ost – Frankfurt-Mainkur – Maintal West – Maintal Ost – Hanau-Wilhelmsbad – Hanau West – Hanau Hbf – Kahl (Main) – Dettingen (Main) – Kleinostheim – Aschaffenburg Hbf – Heigenbrücken – Wiesthal – Partenstein – Lohr Bf – Langenprozelten – Gemünden (Main) – Karlstadt (Main) – Retzbach-Zellingen – Würzburg Hbf – Schweinfurt Hbf – Haßfurt – Bamberg Stand: Fahrplanwechsel Dezember 2021 | 120 min (mit Lücken zur HVZ) | DB Regio Bayern | BR 445 (Twindexx Vario) |
| RE 55 | Main-Spessart-Express: Frankfurt (Main) Hbf – Frankfurt (Main) Süd – Offenbach (Main) Hbf – Hanau Hbf – Kahl (Main) – Dettingen (Main) – Kleinostheim – Aschaffenburg Hbf – Heigenbrücken – Wiesthal – Partenstein – Lohr Bf – Langenprozelten – Gemünden (Main) – Karlstadt (Main) – Retzbach-Zellingen – Würzburg Hbf (– Schweinfurt Hbf – Haßfurt – Bamberg) Stand: Fahrplanwechsel Dezember 2021                                                                          | 120 min (Frankfurt–Würzburg; zus. Züge zur HVZ) einzelne Züge zur HVZ (Würzburg–Bamberg)                                                                                          | DB Regio Bayern | BR 445 (Twindexx Vario) |
| RE 87 | Aschaffenburg – Miltenberg – Wertheim – Bad Mergentheim – Crailsheim | 120 min 60 min (Aschaffenburg–Wertheim wochentags) | |                         |
| RB 58 | Rüsselsheim Opelwerk – Rüsselsheim – Frankfurt am Main Flughafen Fernbf – Frankfurt (Main) Süd – Frankfurt Ost – Frankfurt-Mainkur – Maintal West – Maintal Ost – Hanau-Wilhelmsbad – Hanau West – Hanau Hbf – Großauheim (Kr Hanau) – Großkrotzenburg – Kahl (Main) – Dettingen (Main) – Rückersbacher Schlucht – Kleinostheim – Aschaffenburg Hbf – Hösbach – Laufach Stand: Fahrplanwechsel Dezember 2021                                                                  | 60 min | HLB Hessenbahn | 1440                    |
| RB 75 | Rhein-Main-Bahn: Wiesbaden Hbf – Mainz Hbf – Mainz Römisches Theater – (Mainz-Gustavsburg –) (stündlich) Mainz-Bischofsheim – Nauheim (b Groß Gerau) – Groß Gerau – Klein-Gerau – Weiterstadt – Darmstadt Hbf – Darmstadt Nord – Darmstadt-Kranichstein – Messel – Dieburg – Altheim (Hess) – Hergershausen – Babenhausen (Hess) – Stockstadt (Main) – Mainaschaff – Aschaffenburg Hbf Stand: Fahrplanwechsel Dezember 2021                                                   | 25/35 min (wochentags) 60 min (Wochenende) | HLB Hessenbahn |                         |
| RB 79 | Aschaffenburg – Laufach – Heigenbrücken – Lohr Bahnhof – Gemünden (Main) (– Würzburg) | 60 min (nur in der HVZ) | |                         |
| RB 88 | Aschaffenburg – Aschaffenburg Süd – Miltenberg (zur morgendlichen HVZ ab Wertheim, Walldürn, Weikersheim oder Seckach und abends bis Amorbach bzw. Wertheim) | 60 min 30 min (morgens zur HVZ) | |                         |
| Main-Spessart-Express; samstags und sonntags fahren zwei Ausflugszüge pro Richtung ohne den Umweg über Würzburg über die Werntalbahn direkt von Gemünden (Main) nach Schweinfurt. | Main-Spessart-Express; samstags und sonntags fahren zwei Ausflugszüge pro Richtung ohne den Umweg über Würzburg über die Werntalbahn direkt von Gemünden (Main) nach Schweinfurt. | Main-Spessart-Express; samstags und sonntags fahren zwei Ausflugszüge pro Richtung ohne den Umweg über Würzburg über die Werntalbahn direkt von Gemünden (Main) nach Schweinfurt. | Main-Spessart-Express; samstags und sonntags fahren zwei Ausflugszüge pro Richtung ohne den Umweg über Würzburg über die Werntalbahn direkt von Gemünden (Main) nach Schweinfurt. | (Stand: 2022)           |

Von 1891 bis Ende der 1950er Jahre gab es die so genannte Mainländebahn, die unterhalb des Bischberges in den ehemaligen Floß- und Handelshafen abzweigte. Zwischen 1911 und 1974 gab es außerdem eine Personenzugverbindung über die Bachgaubahn nach Höchst im Odenwald. Da in den Stoßzeiten die Straßenverbindung in den Bachgau überlastet ist, wird ab und zu über eine Reaktivierung dieser Verbindung im Abschnitt zwischen Aschaffenburg und dem Ortsrand von Großostheim diskutiert.
Am 11. Mai 2021 gab Flixtrain bekannt, dass Aschaffenburg ins Netz aufgenommen und regelmäßig bedient wird. Seit dem 18. Juni 2021 ist bis zu vier Mal wöchentlich ein Zugpaar der Linie FLX 20 tagsüber zwischen München und Hamburg über Frankfurt unterwegs. Zum Einsatz kommen normale Großraumwagen, die auch auf den sonstigen Tagesverbindungen eingesetzt werden. Zwischenzeitlich wurden sowohl die Tages- als auch die Nachtverbindung wieder eingestellt.

### Busverkehr
Vor dem Bahnhof befindet sich der regionale Busbahnhof. Mit diesem bestehen innerstädtischer Verbindungen der Stadtwerke Aschaffenburg und Verbindungen ins Umland, z. B. Alzenau, Schöllkrippen, Mainaschaff, Kahl, Obernburg etc. Viele dieser Busse verkehren stündlich oder halbstündlich, innerhalb der Stadt werden Verbindungen durch Überlagerung mehrerer Linien verdichtet.

### Zukunft
Es gibt Planungen über eine Neubaustrecke zwischen Aschaffenburg und Würzburg. Diese würde den ICE-Verkehr vom Regional- und Güterverkehr trennen. Eine weitere Planung ist es, Aschaffenburg komplett zu umgehen und stattdessen die Strecke bis Hanau zu führen. In diesem Fall würde die Linie 41 entfallen.

## Sonstiges

### Unterführung zum Stadtteil Damm
Der Stadtteil Damm ist seit Ende Februar 2012 durch eine barrierefreie Gleisunterführung zu erreichen. Die Unterführung verbindet das Stadtzentrum mit dem Stadtteil und einer angelegten Promenade „Dammer Tor“. Das Bauprojekt kostete 3,7 Millionen Euro. Daneben gibt es westlich den „Dammer Steg“, eine Überführung mit Treppen, über die man vom Busbahnhof nach Damm gelangt.

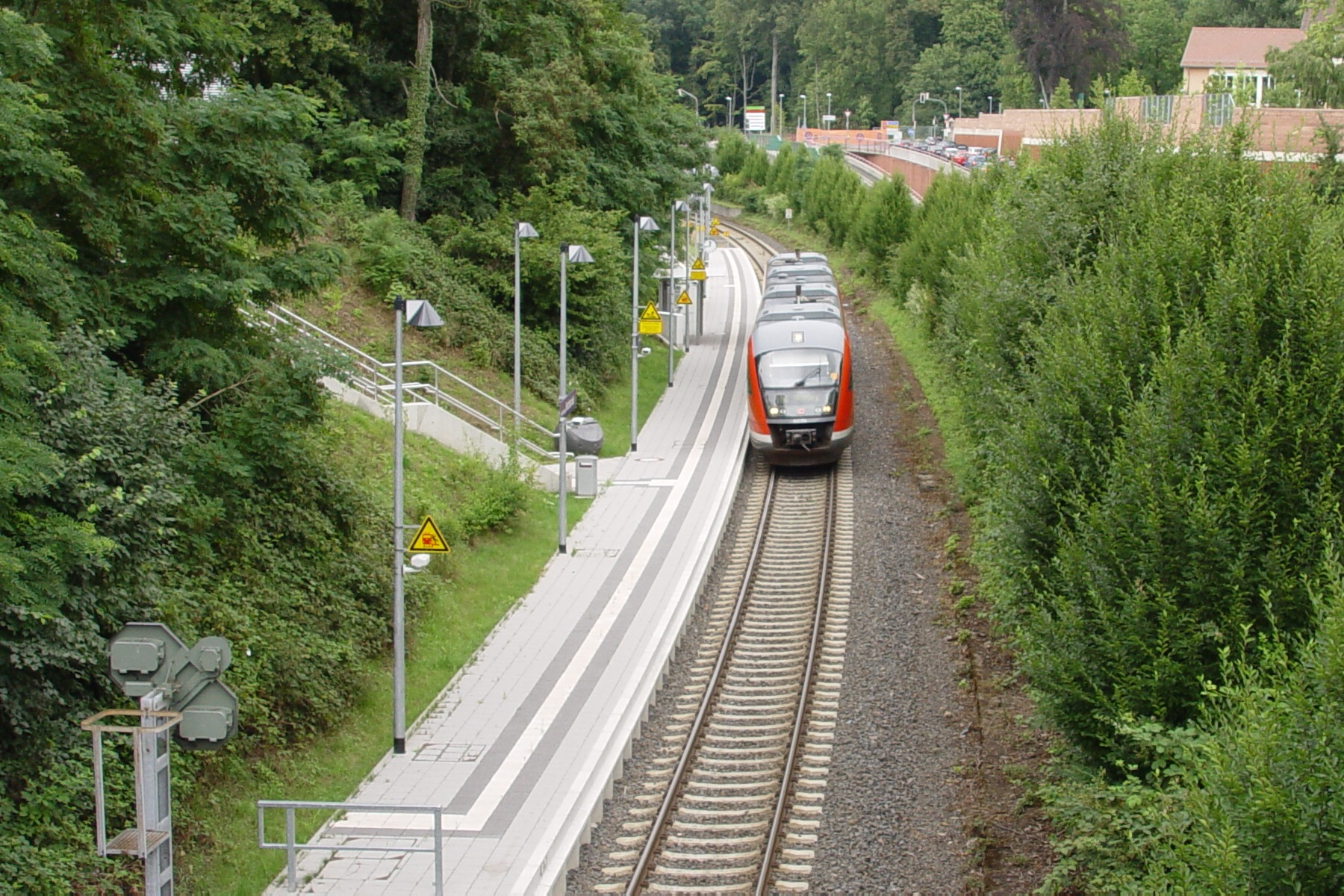
Haltepunkt Aschaffenburg Hochschule

### Haltepunkte im Aschaffenburger Stadtgebiet
Weiterhin ist Aschaffenburg durch die Schienenhaltepunkte Obernau (seit 1876) und Aschaffenburg Süd (seit 1906) an das regionale Schienennetz angebunden, sowie seit dem Fahrplanwechsel 2007/2008 durch den in unmittelbarer Nähe der Technischen Hochschule Aschaffenburg gelegenen Haltepunkt Aschaffenburg Hochschule. Dieser ist ein Bedarfshalt für die RB-Züge nach Miltenberg. Es halten auch einzelne RE-Züge.

### Sitz der Verkehrsgesellschaft „Westfrankenbahn“
Aschaffenburg ist Sitz der zum 1. Januar 2006 gegründeten Westfrankenbahn. Diese ist eines der sechs RegioNetze der DB Regio AG.

## Auszeichnung
- Bahnhof des Jahres 2012 in der Kategorie Kleinstadtbahnhof.[9]